# Spostamento verso il rosso gravitazionale

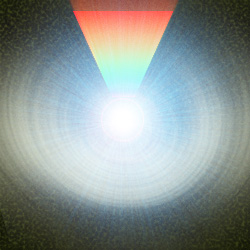
Rappresentazione grafica dello spostamento verso il rosso gravitazionale di una stella di neutroni

Lo spostamento verso il rosso (redshift) gravitazionale è lo spostamento relativo in frequenza di un'onda elettromagnetica dovuto alla forza di gravità di un oggetto compatto. 
La luce (e ogni altra forma di radiazione elettromagnetica dotata di una determinata lunghezza d'onda) che si origina da una sorgente situata in una regione attraversata da un intenso campo gravitazionale, man mano che risale il campo gravitazionale perde energia; poiché l'energia è legata alla frequenza dell'onda, si avrà una diminuzione di tale frequenza e il corrispondente aumento della lunghezza d'onda. Tale "stiramento" della lunghezza d'onda appare, nelle frequenze del visibile, come uno spostamento della radiazione verso la parte rossa dello spettro elettromagnetico.

## Definizione
Lo spostamento verso il rosso è spesso indicato con la variabile adimensionale {\displaystyle z}, definita come la variazione frazionaria della lunghezza d'onda
{\displaystyle z={\frac {\Delta \lambda }{\lambda _{e}}}={\frac {\lambda _{o}-\lambda _{e}}{\lambda _{e}}}}
Dove
- {\displaystyle \lambda _{o}} è la lunghezza d'onda della radiazione elettromagnetica (fotone) come misurata dall'osservatore.
- {\displaystyle \lambda _{e}} è la lunghezza d'onda della radiazione elettromagnetica (fotone) misurata alla sorgente di emissione.

Lo spostamento verso il rosso gravitazionale può essere calcolato nel quadro della relatività generale come 
{\displaystyle z={\frac {1}{\sqrt {1-{\frac {r_{s}}{r_{e}}}}}}-1}
con 
{\displaystyle r_{s}={\frac {2GM}{c^{2}}}}
raggio di Schwarzschild dove 
- {\displaystyle G} indica la costante di gravitazione universale,
- {\displaystyle M} la massa del corpo gravitante,
- {\displaystyle c} la velocità della luce nel vuoto,
- {\displaystyle r_{e}} la distanza tra il centro di massa del corpo gravitante e il punto dal quale il fotone è stato emesso.

Nel limite newtoniano, cioè, quando {\displaystyle r} è sufficientemente grande rispetto al raggio di Schwarzschild {\displaystyle r_{s}}, lo spostamento verso il rosso diventa
{\displaystyle z\approx {\frac {1}{2}}{\frac {r_{s}}{r}}\approx {\frac {GM}{c^{2}r}}}

## Storia
L'indebolimento gravitazionale della luce proveniente dalle stelle ad alta gravità è stata prevista da John Michell nel 1783 e da Pierre-Simon Laplace nel 1796, prevedendo che alcune stelle avrebbero una gravità così forte che la luce non sarebbe stata capace di sfuggire. L'effetto della gravità solare sulla luce venne poi esplorato da Johann von Soldner (1801), il quale calcolò la deflessione di un raggio di luce stellare che passi vicino al Sole, arrivando alla soluzione newtoniana, pari alla metà del valore previsto dalla relatività generale. Tutti questi lavori si basavano sulla teoria corpuscolare della luce di Isaac Newton, allora generalmente accettata.
Si dava per scontato che la luce potesse rallentare e cambiare di frequenza, il che era in contrasto con la concezione elettromagnetica delle onde luminose. Una volta accettato, dopo i lavori di Maxwell, che la luce è un'onda elettromagnetica, divenne chiaro che la frequenza della luce non sarebbe dovuta cambiare da un luogo all'altro, dato che le onde emanate da una sorgente a frequenza fissa mantengono la stessa frequenza ovunque. L'unico modo di aggirare questa conclusione sarebbe un'alterazione del tempo: gli orologi in punti diversi dovrebbero avere velocità (rate) differenti.
Questa fu precisamente la conclusione di Einstein nel 1911. Egli prendeva in considerazione una "scatola di accelerazione", e notava che in base alla teoria della relatività ristretta, la velocità dell'orologio sul fondo della scatola era più lenta di quella dell'orologio in cima a essa. Oggi, ciò può essere facilmente dimostrato nelle coordinate accelerate. Il tensore metrico in unità dove la velocità della luce è uno, è:
{\displaystyle ds^{2}=-r^{2}dt^{2}+dr^{2}}
e per un osservatore a un valore costante di r, la velocità (rate) in cui un orologio ticchetta, R(r), è la radice quadrata del coefficiente di tempo, R(r)=r. L'accelerazione alla posizione r è uguale alla curvatura dell'iperbole a r fisso, e come la curvatura dei cerchi annidati nelle coordinate polari, essa è uguale a 1/r.
Così per un valore fisso di g, il tasso di variazione frazionaria del mutamento della velocità dell'orologio, la variazione percentuale nel ticchettio in cima alla scatola di accelerazione rispetto a quello in basso, è:
{\displaystyle {R(r+dr)-R(r) \over R}={dr \over r}=gdr}
Il tasso è più veloce per valori più grandi di R, lontano dalla direzione apparente dell'accelerazione. Il tasso è zero per r=0, che è la posizione dell'orizzonte di accelerazione.
Usando il principio di equivalenza, Einstein concludeva che la stessa cosa vale in qualsiasi campo gravitazionale, che la velocità (rate) di R orologi a diverse altezze veniva modificata a seconda del campo gravitazionale g. Quando g varia lentamente, dà la velocità (rate) frazionata della variazione dell'andamento del ticchettio. Se il ritmo (rate) del ticchettio è quasi ovunque lo stesso, quello frazionato del cambiamento è lo stesso di quello assoluto del cambiamento, in modo che:
{\displaystyle {dR \over dx}=g=-{dV \over dx}}
Poiché l'andamento degli orologi e il potenziale gravitazionale hanno la stessa derivata, essi sono gli stessi fino a una costante, scelta per rendere l'andamento dell'orologio all'infinito uguale a 1. Poiché il potenziale gravitazionale all'infinito è zero:
{\displaystyle R(x)=1-{V(x) \over c^{2}}}
dove la velocità della luce è stata ristabilita per rendere l'adimensionalità del potenziale gravitazionale.
Il coefficiente di {\displaystyle dt^{2}} nel tensore metrico è il quadrato della velocità (rate) dell'orologio, il quale per piccoli valori del potenziale è dato tenendo soltanto il termine lineare:
{\displaystyle R^{2}=1-2V}
e il tensore metrico completo è:
{\displaystyle ds^{2}=-\left(1-{2V(r) \over c^{2}}\right)c^{2}dt^{2}+dx^{2}+dy^{2}+dz^{2}}
dove di nuovo le c sono state ristabilite. Questa espressione è corretta nella teoria completa della relatività generale, per l'ordine più basso nel campo gravitazionale, e ignorando la variazione dei componenti dello spazio-spazio e spazio-tempo del tensore metrico, il quale influisce solo sugli oggetti in rapido movimento.
Usando questa approssimazione, Einstein riprodusse nel 1909 il valore inesatto newtoniano per la deflessione della luce. Ma dal momento che un raggio di luce è un oggetto in rapido movimento, anche i componenti dello spazio-spazio apportano il loro contributo. Dopo la formulazione nel 1916 della teoria della relatività generale completa, Einstein risolse per le componenti dello spazio-spazio in un'approssimazione post-newtoniana, calcolando la quantità esatta di deflessione luminosa, il doppio del valore newtoniano. La previsione di Einstein venne confermata da molti esperimenti, a partire dalla spedizione di Arthur Eddington per osservare l'eclissi solare del 1919.
I tassi (rates) di mutamento degli orologi consentono a Einstein di concludere che le onde luiminose mutano frequenza in base al loro moto e la relazione frequenza/energia per i fotoni gli permise di osservare che il fenomeno fosse meglio interpretato come un effetto del campo gravitazionale sulla massa-energia del fotone. Per calcolare i mutamenti in frequenza in un campo gravitazionale quasi statico, solo la componente tempo del tensore metrico è rilevante, e l'approssimazione di ordine inferiore è abbastanza accurata per i pianeti e le stelle ordinarie, che sono molto più grandi del loro raggio di Schwarzschild.

## Aspetti importanti
- Il punto finale della ricezione della trasmissione della luce deve essere collocato a un potenziale gravitazionale maggiore affinché venga osservato lo spostamento verso il rosso gravitazionale. In altre parole, l'osservatore deve trovarsi a monte (uphill) della sorgente. Se l'osservatore è a un potenziale gravitazionale inferiore rispetto alla fonte, può invece osservare uno spostamento verso il blu gravitazionale.

- I test fatti in molte università continuano a sostenere l'esistenza dello spostamento verso il rosso gravitazionale.[2]

- Lo spostamento verso il rosso gravitazionale non è previsto solo dalla relatività generale. Altre teorie riguardanti la gravitazione richiedono lo spostamento verso il rosso gravitazionale, sebbene le loro spiegazioni dettagliate, del perché questo accade, variano [senza fonte]  (ogni teoria che comprende la conservazione dell'energia e l'equivalenza massa-energia deve includere lo spostamento verso il rosso gravitazionale).

- Lo spostamento verso il rosso gravitazionale non assume la soluzione della metrica di Schwarzschild per l'equazione di campo di Einstein - in cui la variabile {\displaystyle M\;}non rappresenta la massa di ogni corpo carico o rotante.

## Prima verifica
Un certo numero di sperimentatori inizialmente affermavano di aver individuato l'effetto usando misurazioni astronomiche:  W.S. Adams nel 1925 ritenne di averlo individuato nelle linee spettrali della stella Sirio B. Tuttavia, le misurazioni dell'effetto prima degli anni '60 sono state criticate (per es., da C.M. Will), e l'effetto viene adesso considerato definitivamente accertato dagli esperimenti di Pound, Rebka e Snider effettuati tra il 1959 e il 1965.
L'esperimento di Pound-Rebka del 1959 misurava lo spostamento verso il rosso gravitazionale nelle linee spettrali usando una sorgente terrestre di raggi gamma di 57Fe. Questo è stato documentato dagli scienziati del Laboratorio di fisica all'Università di Harvard. Una verifica sperimentale comunemente citata è l'esperimento di Pound-Snider del 1965. 

## Applicazione
Lo spostamento verso il rosso gravitazionale è studiato in molte aree della ricerca astrofisica.

## Soluzioni esatte
Una tabella di soluzioni esatte delle equazioni di campo di Einstein è la seguente:
|              | Non-rotante        | Rotante     |
| Senza carica | Schwarzschild      | Kerr        |
| Con carica   | Reissner-Nordström | Kerr-Newman |

L'esatta equazione usata più spesso per lo spostamento verso il rosso gravitazionale si applica nel caso estremo di una massa senza carica, non-rotante e sfericamente simmetrica. L'equazione è:
{\displaystyle z={\frac {1}{\sqrt {1-\left({\frac {2GM}{rc^{2}}}\right)}}}-1}, dove
- {\displaystyle G} è la costante gravitazionale,
- {\displaystyle M} è la massa dell'oggetto che crea il campo gravitazionale,
- {\displaystyle r} è la coordinata radiale dell'osservatore (il quale è analoga alla distanza classica dal centro dell'oggetto, ma è in effetti una coordinata di Schwarzschild),
- {\displaystyle c} è la velocità della luce.

## Spostamento verso il rosso gravitazionale rispetto alla dilatazione temporale gravitazionale
Quando si usano le relazioni dell'effetto Doppler relativistico della relatività ristretta per calcolare il mutamento in energia e frequenza (ipotizzando che non vi sia la complicazione di nessun effetto dipendente dal percorso come quello causato dall'effetto di trascinamento, o frame-dragging, di buchi neri rotanti), allora lo spostamento verso il rosso gravitazionale e i rapporti di frequenza dello spostamento verso il blu sono l'inverso uno dell'altro, suggerendo che il mutamento di frequenza "osservata" corrisponde alla effettiva differenza nella velocità di clock sottostante. Potrebbe entrare in gioco la dipendenza dal percorso dovuta all'effetto di trascinamento, la quale inficerebbe quest'idea complicando il processo che determina le differenze globalmente concordate nella sottostante frequenza di clock.
Mentre lo spostamento verso il rosso gravitazionale si riferisce a ciò che viene osservato, la dilatazione temporale gravitazionale si riferisce alla deduzione di quello che "veramente" succede una volta che gli effetti di osservazione vengano presi in considerazione.